# Barbara Bennett
Barbara Jane Bennett (Palisades Park, 13 augustus 1906 – Montréal, 8 augustus 1958) was een Amerikaans actrice en danseres.

## Biografie
Bennett werd geboren in Palisades Park in New Jersey als de tweede van de drie dochters van de acteurs Richard Bennett en Adrienne Morrison. Haar oudere zus Constance en haar jongere zus Joan hadden beiden een succesvolle acteercarrière.
Bennett was een actrice op Broadway en een filmactrice. In 1931 was ze co-auteur van de wals Dreaming of My Indiana Sweetheart met Bill Hansen. Later werkte ze voor producer Walter Wanger, die getrouwd was met haar zus Joan. In die functie scoutte Bennett bestsellers en andere manuscripten als potentiële filmproducten, met name voor haar zus Joan.
Ze trouwde drie keer en kreeg vijf kinderen. Op 28 januari 1929 trouwde ze met tenor Morton Downey. Het stel kreeg vier biologische kinderen, waaronder zoon Morton Downey Jr., en adopteerde een vijfde kind. Ze scheidden in juni 1941. Bennett trouwde later met acteur Addison Randall, in die tijd een populaire romantische ster en zingende cowboy. Op 16 juli 1945 stierf Randall nadat hij een hartinfarct had gehad en van een paard was gevallen tijdens de opnames van The Royal Mounted Rides Again. Bennett trouwde in 1954 met Laurent Suprenant. Het stel verhuisde in 1957 naar Montréal en bleef samen tot haar dood het jaar daarop.
Bennett stierf op 8 augustus 1958 in Montréal na wat de media omschreef als een niet-geïdentificeerde "lange ziekte". In de loop van haar leven probeerde Bennett vier keer zelfmoord te plegen. Omdat de omstandigheden rondom haar dood vaag waren ontstonden er geruchten dat Bennett er eindelijk in was geslaagd haar leven te beëindigen.

## Filmografie
- The Valley of Decision (1916)
- Black Jack (1927)
- Syncopation (1929)
- Mother's Boy (1929)
- Love Among the Millionaires (1930)

- Gemeinsame Normdatei: 129660752
- International Standard Name Identifier: 0000 0000 5051 6188
- Library of Congress Control Number: n2004044365
- Nationale Bibliotheek van Letland: 000256592
- Nationale Bibliotheek van Israël: 987007325153205171
- Virtual International Authority File: 8471155
- WorldCat: E39PBJbGTJ7hGQRgPcx7BgB9Dq